# Syd Owen
Sydney William "Syd" Owen (Aston, 29 de setembro de 1922 - 27 de agosto de 1998) foi um futebolista e treinador inglês, que atuava como defensor.

## Carreira
Syd Owen fez parte do elenco da Seleção Inglesa de Futebol que disputou a Copa do Mundo de 1954.

## Ligações Externas
- Perfil em FIFA.com (em inglês)